# Hymenophyllum caespitosum
Hymenophyllum caespitosum är en hinnbräkenväxtart som beskrevs av Gaud. Hymenophyllum caespitosum ingår i släktet Hymenophyllum och familjen Hymenophyllaceae. Utöver nominatformen finns också underarten H. c. fernandeziana.